# 89e régiment d'infanterie territoriale
Pour les articles homonymes, voir 89e régiment.
Le 89e régiment d'infanterie territoriale (89e RIT) est un régiment d'infanterie territoriale de l'armée de terre française qui a participé à la Première Guerre mondiale. Il s'agit d'une des rares unités territoriales à être décorée de la fourragère.

## Création et différentes dénominations
- 19 mars 1875 : le 89e régiment d'infanterie territoriale reçoit son numéro en prévision de la mobilisation[1].
- août 1914 : formation du 89e régiment d'infanterie territoriale (ou 89e régiment territorial d'infanterie), à quatre bataillons
- 1915 : formation du 5e bataillon
- 1er septembre 1915 : le 5e bataillon rejoint le 300e régiment d'infanterie territoriale
- juillet 1917 : dissolution du 4e bataillon
- août 1917 : dissolution du 3e bataillon
- 1er février 1919 : dissolution du 89e régiment d'infanterie territoriale

## Chefs de corps
- 2 août - 25 septembre 1914 : lieutenant-colonel Thomas[2]
- 25 septembre - 26 octobre 1914 : lieutenant-colonel Durand-Chaumont[3],[4]
- 26 octobre - 20 novembre 1914 : lieutenant-colonel Thomas[4],[5]
- 20 novembre 1914 - 3 juillet 1918 : lieutenant-colonel Durand-Chaumont[5],[6]
- 26 juin - 30 mai 1918 : commandant de Charreyron[7],[8]
- 30 mai - 6 juin 1918 : capitaine de Marsac[8],[9]
- 6 juin 1918 - 3 juillet 1918 : lieutenant-colonel Durand-Chaumont[9],[6]
- à partir du 3 juillet 1918 : lieutenant-colonel Méquillet[6]

## Historique des garnisons, combats et batailles

### Première Guerre mondiale

#### Affectations
- 177e brigade de la 89e division d'infanterie territoriale, d'août 1914 à juin 1917[10]
- 177e brigade, isolée, de juin 1917[10] à ...

#### 1914
Le régiment est mobilisé à Limoges du 5 au 11 août 1914.

#### 4ebataillon
Formé de réservistes de l'armée territoriale (RAT) en août 1914, ce bataillon a un parcours séparé. Il est dissous le 3 juillet 1917.

#### 5ebataillon

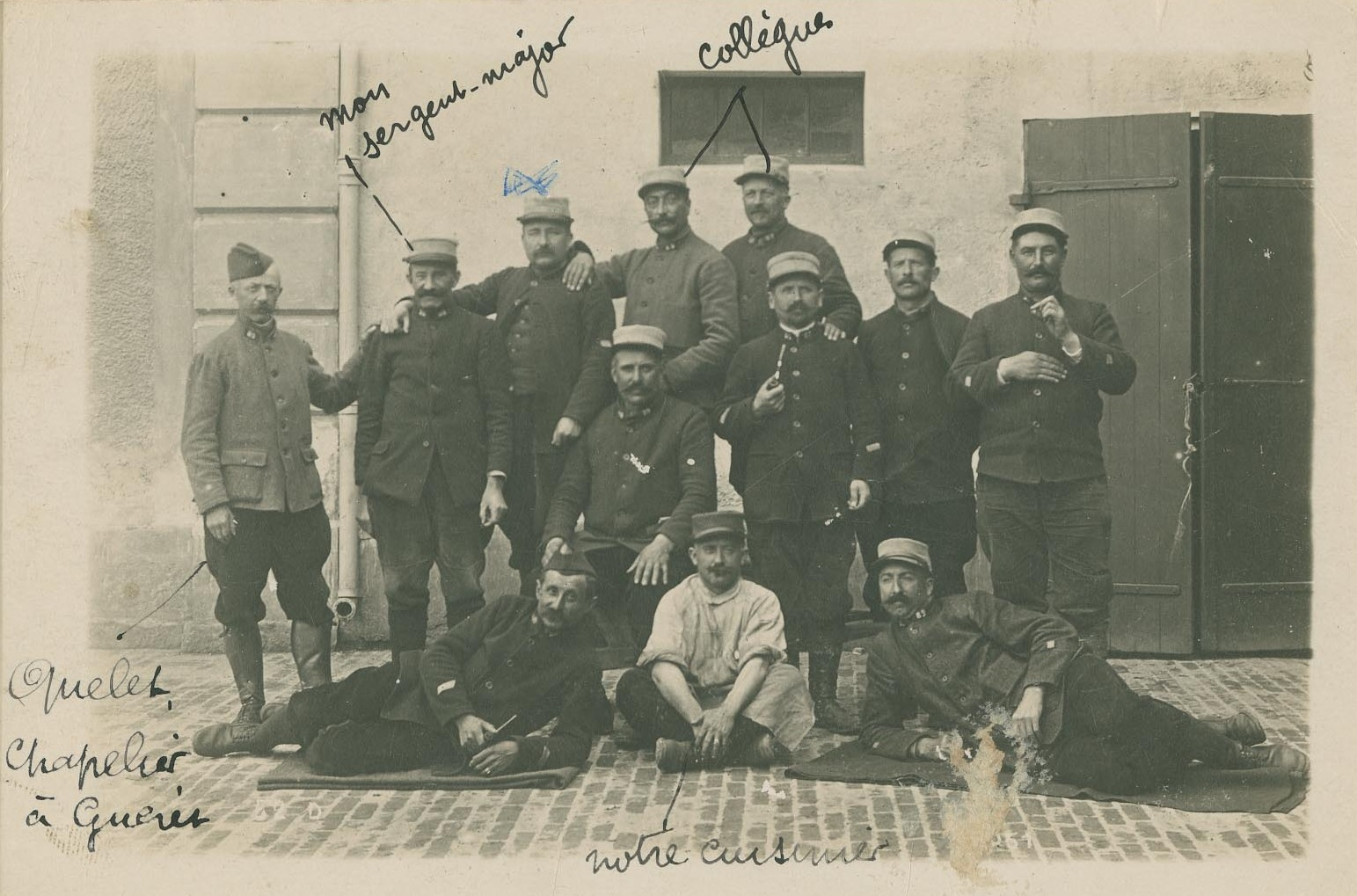
Soldats du 5e bataillon en mai 1915.

Formé à une date inconnue, il devient un des trois bataillons du 300e régiment d'infanterie territoriale le 1er septembre 1915.

## Drapeau
Il porte, cousues en lettres d'or dans ses plis, les inscriptions suivantes :
- L'Yser 1914
- L'Aisne 1918

Deux fois cité à l'ordre de l'armée, le 89e RIT a reçu par ordre du 3 janvier 1919 la fourragère aux couleurs de la croix de guerre 1914-1918.